# Toundra des monts Torngat
Localisation
La toundra des monts Torngat (Torngat Mountain tundra) est une écorégion terrestre nord-américaine du type toundra du World Wildlife Fund

## Répartition
La toundra des monts Torngat recouvre l'extrême nord du Labrador et les versants ouest des monts Torngat au nord du Québec (Nunavik). 

## Climat
La température moyenne annuelle est de -6,5⁰C.  La température estivale moyenne est de 4⁰C et la température hivernale moyenne est de -16,5⁰C.  Les précipitations annuelles varient entre 400 et 700 mm.

## Caractéristiques biologiques
La végétation de cette écorégion se caractérise par une couverture éparse de lichens, de mousses, de carex, de graminées et, dans les zones plus abritées, de buissons conifériens et feuillus.  Sur les hautes terres, les affleurements rocheux sont visibles sur environ 50 % de la surface du terrain.  Les fourrés de bouleaux blancs et de saules, présents sur les éboulis, forment souvent une zone de transition entre la végétation toundrique et une forêt d'épinettes très clairsemée.  Les sites plus humides supportent des touffes d'épinettes noires mêlées à des buissons feuillus. Cette écorégion abrite la seule population d'ours noir vivant exclusivement dans la toundra.     

## Conservation
La toundra des monts Torngat est pour le moment entièrement intacte. 